# Andoniedźwiedź okularowy
Artykuł ten został zgłoszony do umieszczenia na stronie głównej w rubryce „Czy wiesz”.
Pomóż nam go sprawdzić: oceń zgłoszoną nominację.
Andoniedźwiedź okularowy, niedźwiedź andyjski, niedźwiedź peruwiański (Tremarctos ornatus) – gatunek ssaków, drapieżnych z rodziny niedźwiedziowatych (Ursidae), jedyny przedstawiciel swej podrodziny Tremarctinae, wyewoluował prawdopodobnie z Tremarctos floridanus. Kariotyp zwierzęcia obejmuje 52 chromosomy. Długość głowy i tułowia wynosi od 130 do 190 cm, ogona – poniżej 10 cm. Samce cięższe od samic. Ubarwienie zwykle na czarno, na twarzy charakterystyczne białawe znaczenia przypominające okulary, skąd nazwa. na dłoni słabo rozwinięty pseudokciuk. Aktywny jest głównie za dnia, nie hibernuje. Wszystkożerca, prowadzi częściowo nadrzewny tryb życia. Poliestryczny. Występuje opóźniona implantacja, po ciąży matka rodzi od 1 do 4, najczęściej 2 młode, które karmi mlekiem. Całkowitą liczebność szacuje na między 2500 a 10000 osobników dorosłych, w sumie 13000-18000 zwierząt. Zagrażają mu niszczenie siedlisk i polowania.

## Genetyka
Kariotyp zwierzęcia obejmuje 52 chromosomy. 15 par jest metacentrycznych, a 10 jest akrocentrycznych. Chromosom X, duży, należy do metacetrycznych, w odróżnieniu od chromosomu Y, akrocentrycznego i najmniejszego w kariotypie. Badacze zauważają istotne różnice między takim kariotypem a tym spotykanym u innych niedźwiedziowatych. Pierwotny kariotyp niedźwiedziowatych uległ najpierw dwom fuzjom i dwu podziałom, a już po wyodrębnieniu się linii andoniedźwiedzia około 10,9 miliona lat temu przeszedł inwersję i 11 fuzji centrycznych.
Zróżnicowanie genetyczne populacji jest niewielkie do umiarkowanego.

## Budowa

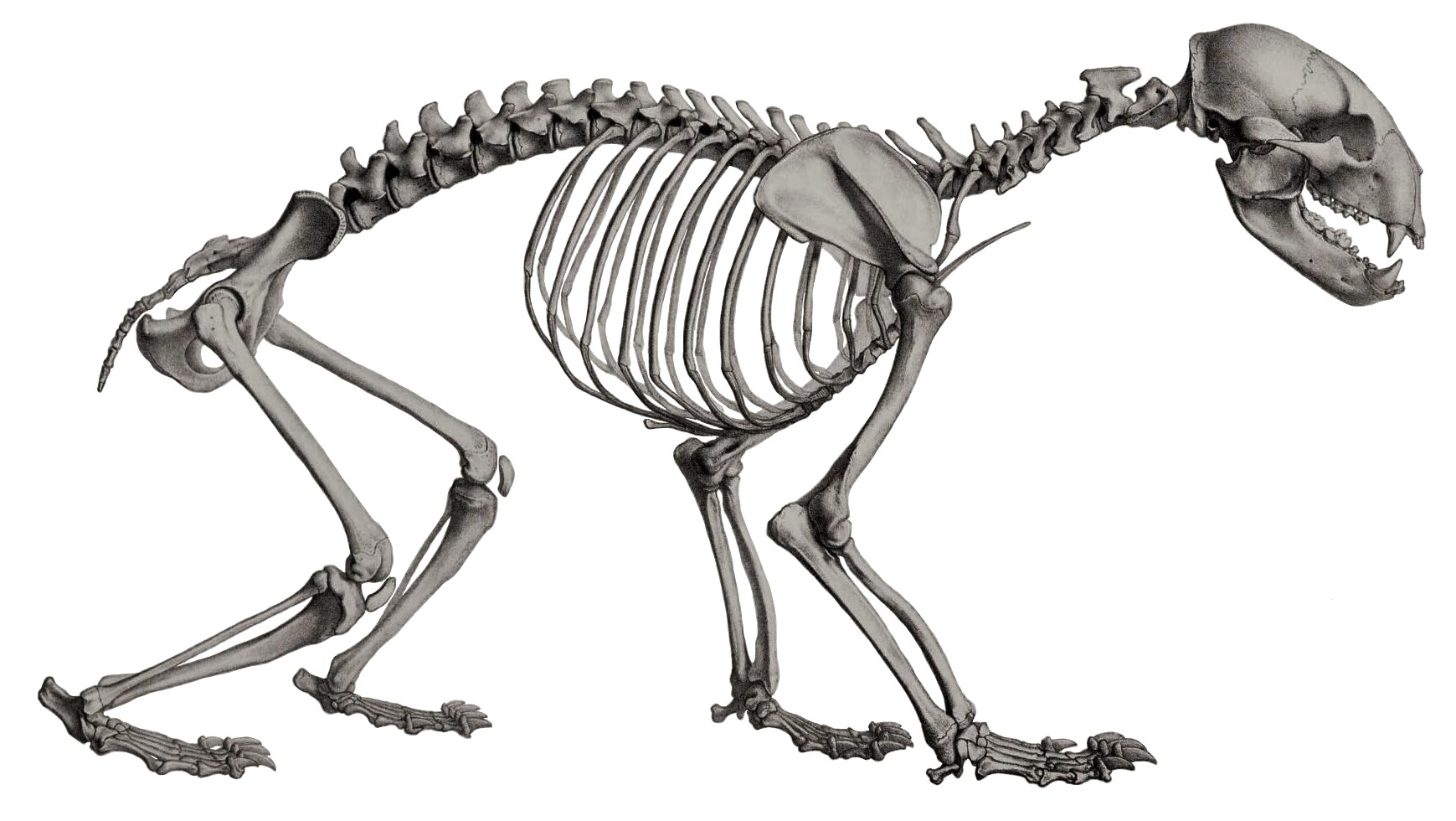
Szkielet

Niedźwiedziowaty średnich rozmiarów. Długość głowy i tułowia andoniedźwiedzia okularowego wynosi od 130 do 190 cm. Długość ogona wynosi poniżej 10 cm, niewielki ogon jest typowy dla niedźwiedziowatych, najdłuższy u pandy wielkiej. Wedle innych danych długość ciala wynosi 1,12-2,22 m. Masa ciała andoniedźwiedzia okularowego zależy od płci. Cięższe są samce. Ważą pomiędzy 100 a 175 kg, osiągając niekiedy 200 kg. Samice zaś ważą pomiędzy 60 a 80 kg. Jest to znacznie mniej od osiągających 800 kg wymarłych niedźwiedzi krótkopyskich, ale też od większych niedźwiedzi brunatnych czy niedźwiedzi polarnych.
Zwierzę ubarwione jest na czarno bądź niekiedy ciemnobrązowo czy ciemnoczerwono. Zwracają uwagę charakterystyczne białe znaczenia na twarzy, okalające pysk i oczy. Ich wygląd jest bardzo zmienny. Niekiedy przypominają pełne okulary, niekiedy częściowe, co owocowało używano niekiedy angielską nazwą spectacled bear i polską nazwą gatunkową. Niemniej zdarzają się osobniki, które w ogóle białych znaczeń nie posiadają. Z drugiej strony inne mają większą część twarzy płową czy białą. Niekiedy pojawia się jasny żółć. Oczy patrzą do przodu. Krótki pysk również cechuje się zmiennym ubarwieniem. Białe znaczenia zdobią także brodę, szyję i klatkę piersiową zwierzęcia. Nie ma wibryssów. Uszy autorzy opisują jako krótkie i okrągłe. Występują długie wargi. Zęby są 42, w każdej szczęce i połówce żuchwy po 3 siekacze, 1 kieł, 4 przedtrzonowce. Szczęka liczy 2 zęby trzonowe, połówka żuchwy 3. Kły są dość małe. Siła ugryzienia jest umiarkowana. Przedtrzonowce są zredukowane, ostatnie z nich są stępione. Widać adaptacje do miażdżenia i żywienia się twardym, włóknistym pokarmem roślinnym. Czaszka jest masywna, głęboka, wypukła i krótka, najkrótsza wśród współczesnych niedźwiedzi, co było cechą Tremarctinae. Łączy się do z redukcją fossa premasseterica i powierzchownego żwacza, jak też dolnego grzebienia żwaczowego. Aparat gębowy pozwala zwierzęciu na konsumpcję twardego i włóknistego pokarmu roślinnego przy braku adaptacji do trawienia go innych niż wolne tempo przesuwania się pokarmu w przewodzie pokarmowym, umożliwiając mu wszystkożerność. Szyja jest krótka, jak i u innych niedźwiedziowatych. Epipharyngeal pouches umożliwiają wydawanie dźwięków.

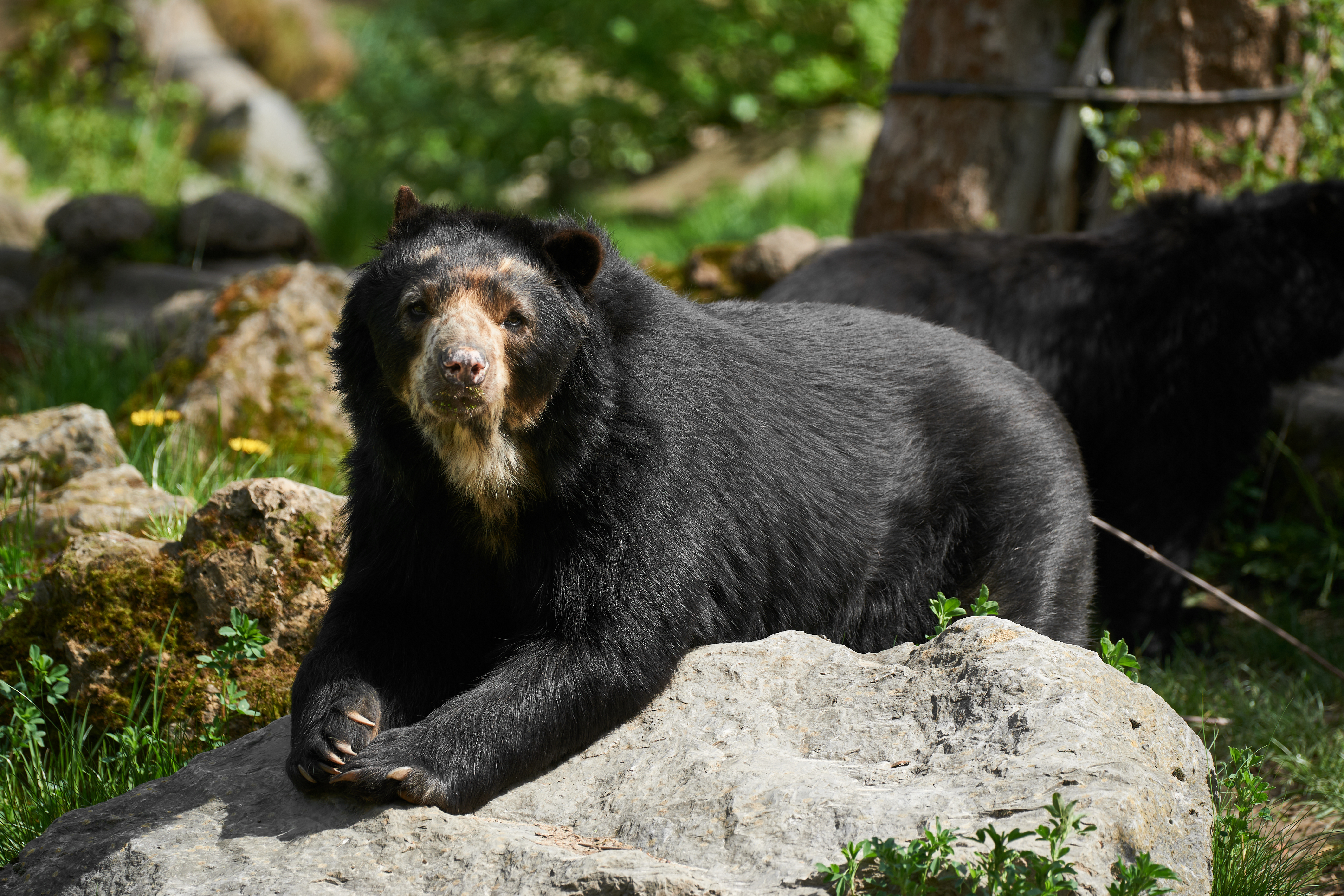
Cechą charakterystyczną andoniedźwiedzia okularowego, od którego bierze on swą nazwę, są przypominające okulary białe znaczenia na głowie. Gatunek wykazuje tu jednak istotną zmienność i nie muszą być one pełne, jak u tego osobnika w Zoo w Duisburgu

Futro tworzą grube i długie włosy.
Baculum jest dość proste, nieco wygięte ku górze, o poszerzonym końcu, przypomina swój homolog niedźwiedzia czarnego.
Kończyny przednie są długie. Autorzy opisują duży nadkłykieć przyśrodkowy kości ramiennej i odpowiadający mu otwór nadkłykciowy. Występuje 5 palców i pseudokciuk, aczkolwiek nie tak dobrze rozwinięty, jak u pandy wielkiej, przez co o ograniczonej użyteczności. Występował już u przodków Tremarctinae. Tworzy go kość seasamoid. Przednie i tylne łapy kończą się krótkimi pazura, co różni andoniedźwiedzia choćby od biruanga orientalnego o długich pazurach. Zwierzę nie może ich schować. Spodnia strona stóp pokryta jest włosami pomiędzy poduszkami dłoni i palców. Nie porastają one jednak przestrzeni pomiędzy poduszkami dłoniową i nadgarstkową przednich kończyn – podobnie jak w przypadku niedźwiedzia himalajskiego. Zwierzę wykazuje stopochodność.

## Systematyka

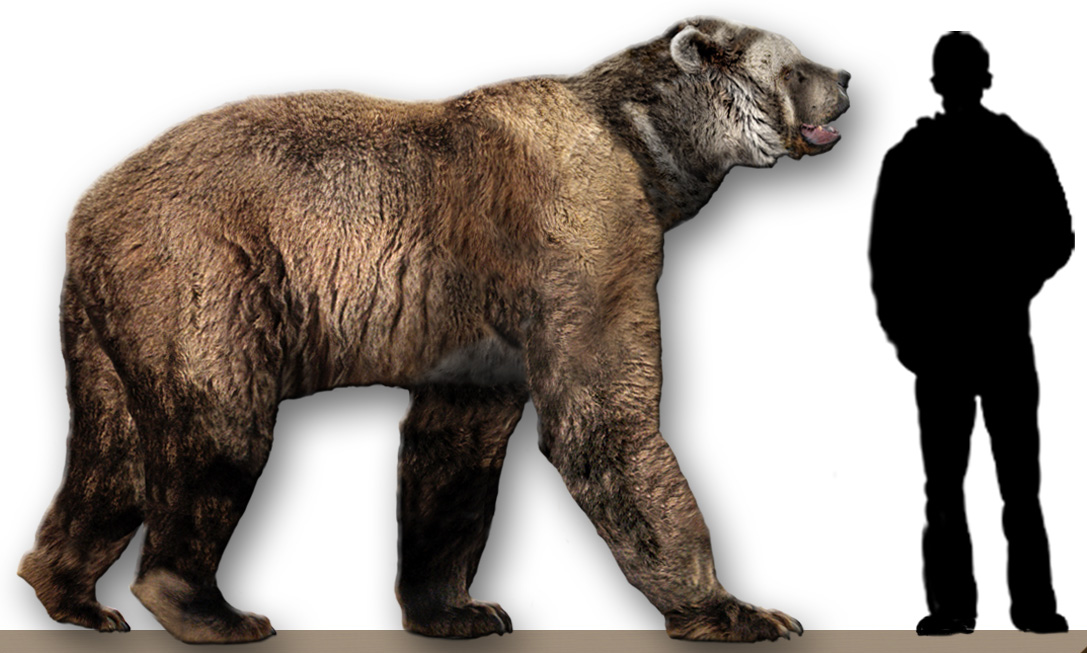
Wymarłym krewnym andoniedźwiedzia z tej samej podrodziny był niedźwiedź krótkopyski, największy przedstawiciel niedźwiedziowatych

Gatunek opisany został przez francuskiego zoologa Frédérica Cuviera w 1825 roku, który nadał nowemu gatunkowi tylko epitet gatunkowy Ornatus, jednocześnie nie podając łacińskiej nazwy rodzajowej. W 1827 roku błąd ten skorygował francuski zoolog Isidore Geoffroy Saint-Hilaire i umieścił gatunek opisany przez Cuviera w rodzaju Ursus. Rodzaj Ursus (niedźwiedź), typowy w rodzinie niedźwiedziowatych, obecnie obejmuje niedźwiedzia brunatnego, polarnego czy czarnego, podczas gdy andoniedźwiedź okularowy nie jest już do niego zaliczany. Co więcej: nie należy nawet do podrodziny Ursinae obejmującej rodzaje niedźwiedź, wargacz i biruang, tylko do odrębnej podrodziny Tremarctinae, które jest jedynym współczesnym przedstawicielem. Niemniej w przeszłości występowały inne niedźwiedziowate zaliczane do tej podrodziny, czego przykładem choćby olbrzymi niedźwiedź krótkopyski zamieszkujący Amerykę Północną od Alaski aż do południa Meksyku w przyszłości, wymarły 20000 lat temu. Ważąc do 800 kg, był to największy ze znanych niedźwiedziowatych. Rodzaj andoniedźwiedź również obejmował wymarłe gatunki, czego przykładem niedźwiedź jaskiniowy z Florydy Tremarctos floridanus, o połowę większy od dzisiejszych andoniedźwiedzi okularowych. Żył on w epoce plejstocenu na południu USA, sięgając jednak na południe aż do Belize. Inne rodzaje tej podrodziny jak Arctotherium i Pararctotherium z wczesnego plejstocenu sięgały nawet południowego Chile. Andoniedźwiedź okularowy jest najmłodszym współczesnym przedstawicielem swej rodziny.
Okaz typowy andoniedźwiedzia okularowego według Cuviera także miał pochodzić z północy Chile (fr. Cordillères du Chili), niemniej obecnie andoniedźwiedź okularowy Chile nie zamieszkuje. W 1959 roku hiszpańsko-argentyński zoolog i paleontolog ograniczył miejsce typowe do „gór na wschód od Trujillo, w regionie La Libertad, w Peru”. Holotypem był młody osobnik, który być może znajduje się w zbiorach Muzeum Historii Naturalnej w Paryżu. Być może jest to okaz o sygnaturze MNHN-ZM-MO-2001-356 opisany jako zamontowana skóra młodocianego samca.
Nie wyróżnia się żadnych podgatunków andoniedźwiedzia okularowe ego pomimo istotnych różnic w ubarwieniu u osobników pochodzących z różnych części zasięgu gatunku. Co więcej, badania genetyczne wskazują na niewielki przepływ genów pomiędzy izolowanymi populacjami, przy czym był on już taki, zanim na kontynencie południowoamerykańskim pojawił się powodujące duże zmiany w środowisku człowiek rozumny.

### Etymologia
- Tremarctos: gr. τρημα trēma ‘dziura, otwór’; αρκτος arktos ‘niedźwiedź’; w aluzji do budowy kości ramiennej[26].
- ornatus: łac. ornatus ‘ozdobny, ozdobiony, udekorowany, wspaniały, ozdobiony’, od ornare ‘ozdabiać’[27].

## Ewolucja
Tremarctinae powstały w środkowo-zachodniej Ameryce Północnej. Tam właśnie w środkowym miocenie, jakieś 13 milionów lat temu, z rodzaju Ursavus wyodrębniła się linia rodzaju Plionarctos, która następnie opanowała tereny od Patagonii na południu do Alaski na północy, nie wyszła jednak poza oba kontynenty Ameryki, podczas gdy inne niedźwiedziowate zamieszkiwały także Stary Świat. Klad bazalny tej podrodziny obejmuje 2 rodzaje, wspomnianego Plionarctos i andoniedźwiedzia, reprezentowanego przez powstały we wczesnym pliocenie gatunek Tremarctos floridanus. Gatunek ten dał początek linii prowadzącej do andoniedźwiedzia okularowego, który wyodrębnił się z niego późno, bowiem późnym plejstocenem bądź już w holocenie, co czyni go najmłodszym z dzisiejszych niedźwiedziowatych. Niemniej udało mu się przetrwać, podczas gdy inni przedstawiciele jego podrodziny, w tym olbrzymi niedźwiedź krókopyski, wyginęły.

## Tryb życia

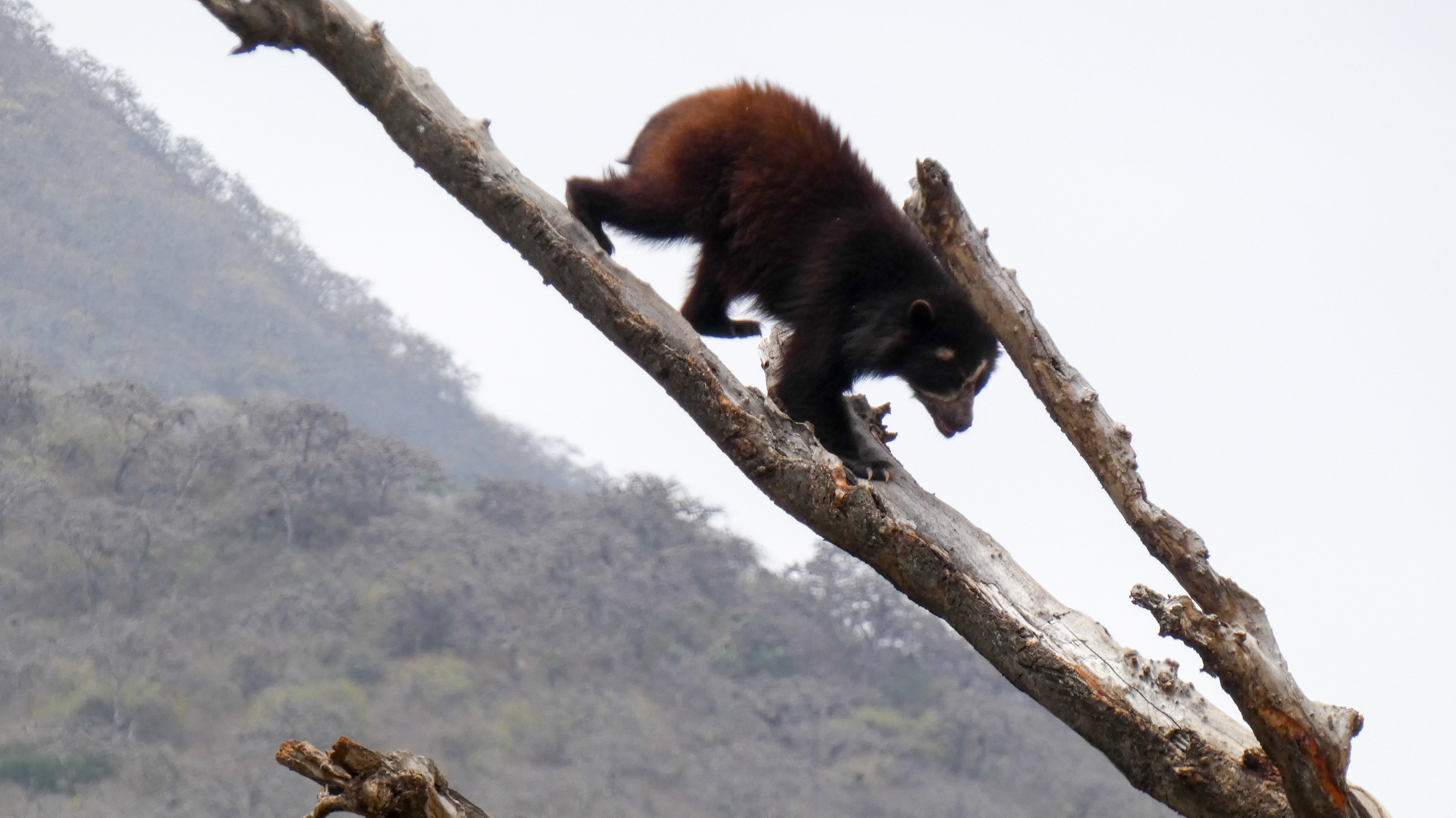
Andoniedźwiedź okularowy należy obok biruanga malajskiego do najbardziej nadrzewnych niedźwiedziowatych

Żyje samotnie lub w niewielkich grupach rodzinnych.
Aktywny jest głównie za dnia, jednak istnieje pewna zmienność geograficzna i zależna od pory roku. Jak wykazały badania w niewoli, andoniedźwiedzie spały w nocy od 9 do 12, wstawały ze wschodem słońca, w dzień krótko odpoczywały, ponownie szły spać zaraz po zachodzie słońca. Wydaje się, że wzorzec ten nie zależy od pory roku, niemniej badania z innych obszarów wskazywały na większą aktywność w nocy, aczkolwiek nie tak dużą jak dzień. 
Zwierzę nie hibernuje, jak to czynią niektóre inne niedźwiedziowate, ma bowiem pod dostatkiem pożywienia przez cały rok.
Andoniedźwiedź okularowy należy do bardziej nadrzewnych niedźwiedziowatych, podobnie jak biruang malajski. Świetnie się wspina po drzewach. Urządza sobie nawet na drzewie gniazda ze złamanych gałęzi. Czyni tak zwłaszcza na drzewach owocowych czy w pobliżu zwłok dużego zwierzęcia. Potrafi też gniazdować na ziemi. 

### Cykl życiowy
Jest to gatunek poliestryczny.
Ich sezon godowy występuje jedynie fakultatywnie, trwa od marca do października, czyli jest dostosowany do sezonu owocowania, aczkolwiek brakuje informacji odnośnie żyjących dziko andoniedzwiedzi. W niewoli w jednym sezonie samca może jajeczkować 3-4 razy, niezależnie od pory roku. Na wolności do współżycia dochodzi przez cały rok, najczęściej jednak od marca do października. Okres płodności trwa u samicy tydzień. Samiec przed współżyciem zaleca się do samicy. Kopuluje ona wiele razy, trwa to od 12 do 45 minut. Podczas współżycia oba zwierzęta wydają wysokie pomruki. Ciąża ciąża trwa od 5,5 do 8,5 miesiąca, co wskazuje na istotną zmienność opóźnionej implantacji. Zjawisko to polega na tym że po zapłodnieniu zygota rozwija się wyłącznie do stadium blastocysty, potem zaś zatrzymuje swój rozwój, często na około 3 miesiące. Na półkuli północnej umożliwia to niedźwiedzicom rodzenie młodych podczas snu zimowego, tak by mogły one wyjść z gawry na wiosnę. Jednak andoniedźwiedź nie hibernuje i nie musi z wiązać porodu z hibernacją. Te trzymane w niewoli na półkuli północnej rodzą młode od grudnia poprzez luty, podobnie zresztą jak inne niedźwiedzie półkuli północnej, jednak te z Ameryki Południowej młode rodzą raczej od maja do października. W jednym miocie zwykle rodzą się dwa młode, niekiedy jednak jedno, a niekiedy cztery. Zależeć to może od dostępności pokarmu i masy matki. Poród w Boliwii następuje 2-3 miesiące przed szczytem dostępności pokarmu w postaci owoców, średnio 6 tygodni. Dzięki temu młode opuszczą norę, kiedy jedzenia będzie pod dostatkiem. W niewoli młode rodzą się najczęściej od lutego do września. W naturze przychodzą na świat w norze, w której samica będzie pozostawać przez 3-4 miesiące. Noworodki są słabo rozwinięte, ważą od 275 do 380 g, samce średnio 30 g więcej od samic, ale od początki przypominają umaszczenie dorosłe osobniki. Samce rosną szybciej od samic. Młode przez rok ssą mleko matki, a opiekuje się ona nimi 2 lata. Oczy otwierają między 14 a 40 dniem życia, zęby wyżynają im się między 35 a 40 dniem. Zaczynają chodzić w tych samych dniach. Stały pokarm przyjmują od 80-95 dnia. Osiągają dojrzałość płciową w wieku 4-7 lat. Zależy to od masy ciała i dostępności pożywienia. Samica potrafi rodzić co 2 lata.
Długość pokolenia wynosi 10 lat.

## Rozmieszczenie geograficzne

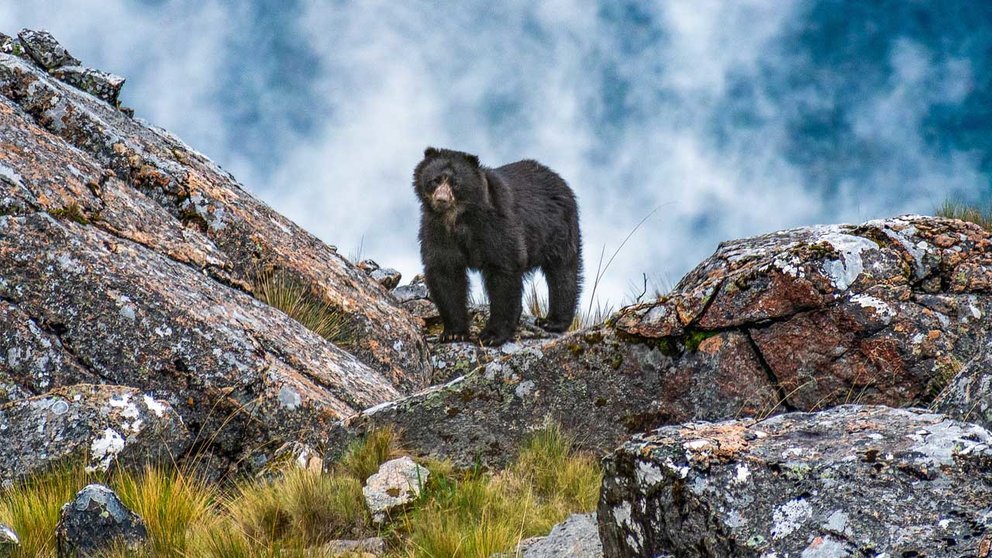
Andoniedźwiedź okularowy żyje w Andach. Tutaj w Cochabamba w Boliwii

Andoniedźwiedź okularowy jest jedynym przedstawicielem niedźwiedziowatych zamieszkujących kontynent południowoamerykański. Żyje on w Andach, jak sama nazwa wskazuje – zarówno w języku polskim, jak i angielskim (Andenan bear). Zamieszkuje wilgotne, górzyste rejony Boliwii, Kolumbii, Ekwadoru, Peru, Wenezueli i prawdopodobnie Panamy (IUCN nie potwierdza obecności zwierzęcia w Panamie pomimo pojedynczego doniesienia z 1957 – kolejne badania nie znalazły zwierzęcia). Dyskusyjna jest natomiast jego obecność na północy Argentyny. Może chodzić o zabłąkane zwierzęta z populacji brazylijskiej. Nie występuje on natomiast w Chile, skąd miał pochodzić jego okaz typowy. Sięga przybrzeżnych pustyń północnego Pacyfiku. Tak więc jego zasięg jest długi i wąski, obejmuje 260000 km².
Jest spotykany na wysokości od 200 do 4700-4750 m n.p.m. najwyżej sięga w Parku Narodowym Carrasco, najniżej na zachodzie Peru

## Ekologia

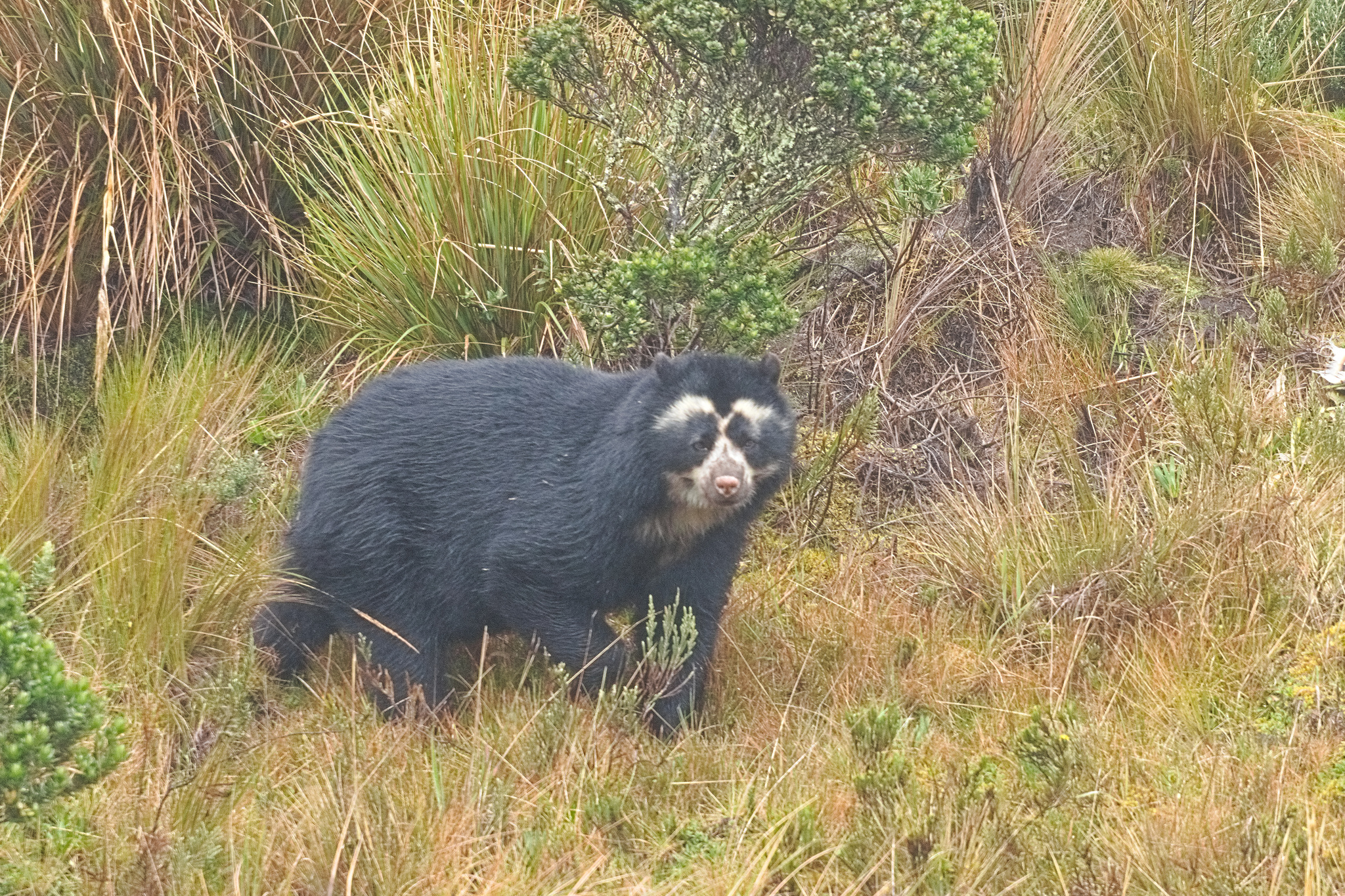
Andoniedźwiedź okularowy zamieszkuje różnorodne siedliska, nie tylko lasy, ale też miejsca porośnięte roślinnością krzewiastą, punę i parano

Andoniedźwiedź okularowy zamieszkuje różnorodne siedliska. Zasiedla wilgotne i bardzo wilgotne górskie lasy mgliste, ale też zasiedla punę i paramo na dużych wysokościach, na niższych ciernisty las, a nawet na zachodzie Peru miejsca porośnięte roślinnością krzewiastą, suche, zwłaszcza na wybrzeżu, i wilgotne. Opisywano zmiany siedlisk zależnie od pory roku. Zagęszczenie wynosi 5-7 osobników/100 km² czy też w innych badaniach 3-8 /100 km². Istnieją niewielkie informacje na temat zasięgów poszczególnych osobników. Dane zwierzę może zajmować tylko 10 km² bądź aż 150 km², przy czym areały samców są ewidentnie większe niż u płci przeciwnej. Ponadto areały osobników innej płci mogą na siebie istotnie zachodzić. Andoniedźwiedzie dostosowują wysokość, na której żyją, do warunków. Co więcej mogą się też gromadzić u wodopoju w bardziej suchych obszarach bądź też przy dużej padlinie czy na polu kukurydzy. 
Niedźwiedziowate ogólnie są wszystkożercami. Choć nie dotyczy to wszystkich gatunków (choćby bambusożerna panda wielka czy polujący na fokowate niedźwiedź polarny), dotyczy andoniedźwiedzia okularowego. Spożywa on mięso, ale także pokarm roślinny, w tym wiele różnych owoców. Ważną część jego menu mogą stanowić mięsiste części bromeliowatych, czy to naziemnych, czy epifitycznych. Na wysoko położonych łąkach ważnym składnikiem jego diety może być puja, należąca do tej właśnie rodziny, która bywa jedynym dostępnym przez większą część roku źródłem pokarmu. Jednak celem dotarcia do jadalnych części andoniedźwiedzie muszą poradzić sobie z ciernistymi liśćmi, przypominającymi nieco kolce ananasa. W lasach pożywiają się też Tillandsia, po którą się wspinają na drzewa, jako że jest to epifit. Pomimo włożonego wysiłku są jednak wybiórcze, zjadając podstawową tkankę merysystemu, a zostawiając resztę. Chętnie wybierają sobie kępy, gdzie jadane przez nie rośliny bromeliowate rosną gęsto. I tak rodzina ta może stanowić od 15 do 90% ich pokarmu. Zależy to od regionu geograficznego, ale także pory roku. Ważną część diety stanowią także owoce, zarówno rosnące na drzewach, jak i na krzakach. Należą one do rodziny morwowatych, wilczomleczowatych, wawrzynowatych, wrzosowatych. Niestety jednak ich dostępność zależy od pory roku, wiąże się z opadami deszczu. Ponadto zwierzęta te zjadają pędy bambusa, ogonki liściowe palm, cebule storczykowatyh, a w środowiskach bardziej suchych owoce i miazgę kaktusów, a nawet miękką korę drzewa Bombax discolor. Ważną część ich jadłospisu stanowią palmy. Niekiedy zjadają kwiaty czy korę. Zjadają także zboża, jeżeli znajdą się pobliżu siedzib ludzkich, takie jak kukurydza. Wykaz spożywanych roślibn obejmuje następujące rodziny wraz z podaną liczbą stwierdzonych konsumowanych rodzajów i gatunków: Dicranaceae, Blechnaceae (1,2), Cyatheaceae (1,-), Dickosoniaceae (1,1), Agavaceae (2,2), Anacardiaceae (1,1), Annonaceae (2,1), Apiaceae (1,3), Araceae (3,1), Araliaceae (2,-), Arecaceae (14,13), Asteraceae (6,3), Berberidaceae (1,-), Betulaceae (1,1), Boraginaceae (1,2), Bromeliaceae (12,36), Brunelliaceae (1,1), Cactaceae (4,4), Cannaceae (1,-), Capparaceae (1,2), Cariaceae (1,1), Chloranthaceae (1,1), Clethraceae (1,-), Clusiaceae (3,2), Costaceae, Cucurbitaceae (1,2), Cunoniaceae (1,-), Cyclanthaceae (4,4), Cyperaceae (1,-), Ebenaceae (1,-), Elaeocarpaceae (1,1), Ericaeae (6,10), Euphorbiaceae (1,1), Fabaceae (5,3), Fagaceae (1,1), Geraniaceae (1,-), Haloragaceae (-,-), Heliconiaceae (1,1), Icacinaceae (1,-), Lauraceae (6,6), Lecythidaceae (1,-), Malpighiaceae (1,-), Malvaceae (3,2), Marantaceae (2,2), Melastomataceae (2,1), Moraceae (1,3), Musaceae (1,1), Myrsinaceae (1,1), Myrtaceae (3,3), Orchidaceae, Passifloraceae (1,1), Phytolaccaceae (1,1), Piperaceae (1,-), Poaceae (10,6), Podocarpaceae (3,2), Polygalaceae (1,-), Proteaceae (1,1), Rosaceae (3,5,), Rubiaceae (3,2), Rutaceae (1,-), Saliceae (1,1), Sapindaceae (1,1), Sapotaceae (4,4), Saxifragaceae (3,3), Solanaceae (2,2), Styraceae (1,1), Symplocaceae (2,2), Urticaceae (1,-), Xyridaceae (-,-), Zingiberaceae (1,1).
Jak wspomniano wyżej, andoniedźwiedź nie jest jednak wegetarianinem i zjada też pokarm zwierzęcy, stanowiący ważną część jego diety. Niemniej nigdy nie jest go w wiecie dużo. .Zaliczają się tutaj drobne ssaki, ślimaki, owady. Zdarza mu się upolować jeleniowatego, a nawet napadać na niestrzeżone bydło, królika czy tapira górskiego. Dyskutowano, czy andoniedźwiedzie raczej polują na swą zdobycz, czy też może pożywiają się padliną. Czasami rzeczywiście polują na bydło, ale prawdopodobnie także gustują w padlinie, co wykazano doświadczalnie, pozostawiają półkilogramowe porcje mięsa, które przyciągnęły osobniki znakowane radiowo z dystansu 1,5 km w czasie od 5 do 15 godzin. Jednak zwłoki bydła dostarczyć im mogą pożywienie na kilka dni, wtedy też andoniedźwiedź zakłada sobie na ziemi bądź na drzewie gniazdo, w którym odpoczywa. Wykaz bezkręgowców obejmuje pierścienice, błonkoskrzydłe, chrząszcze, prostoskrzydłe, skorki, muchówki, termity, wśród kręgowców zaś pancernikowce (1,-), włochacze, drapieżne (3,1), parzystokopytne (8,6), nieparzystokopytne (2,2), gryzonie (3,2) i zajęczaki (1,1).
Większość przyjmowanej wody pochodzi z pokarmu.

## Zagrożenia i ochrona

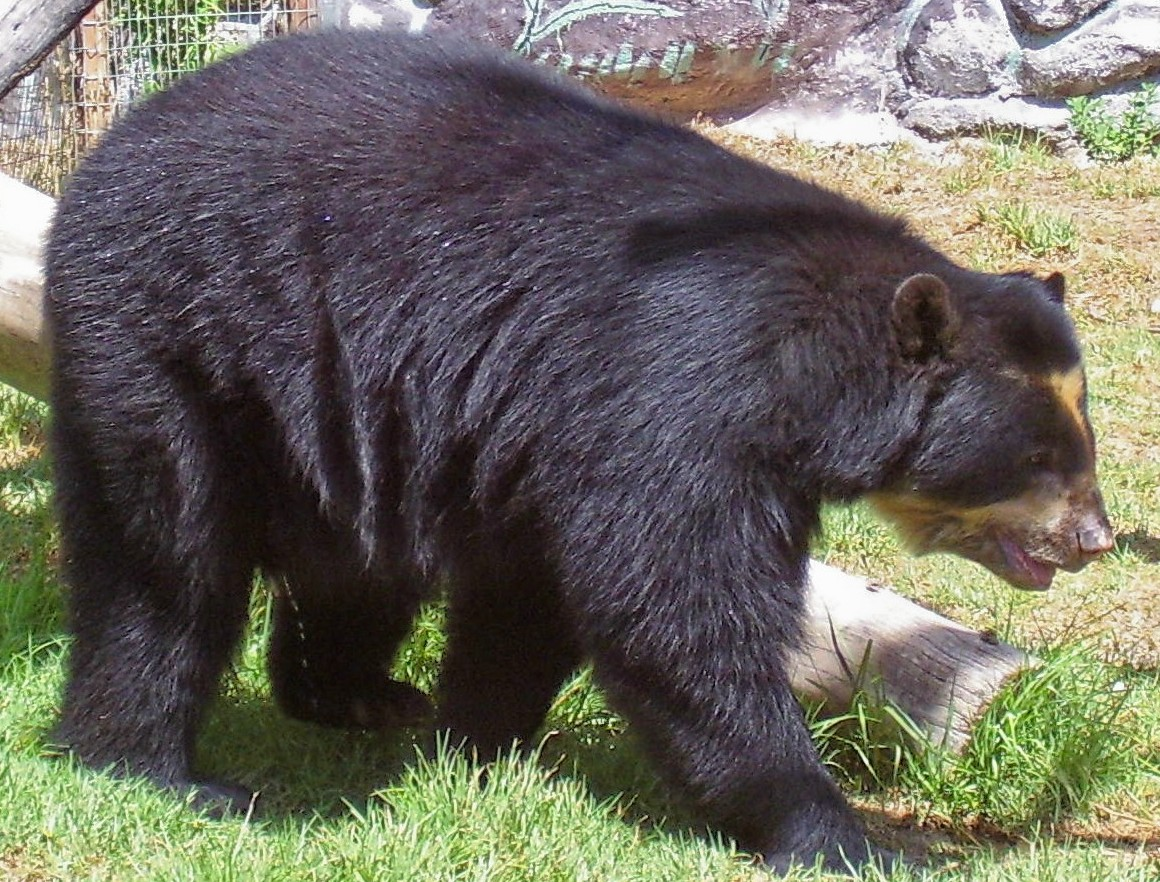
Andoniedźwiedzia okularowego hoduje się w ogrodach zoologicznych, tu w w Quito

IUCN uznaje andoniedźwiedzia okularowego za gatunek narażony na wyginięcie. Po raz pierwszy odniósł się do gatunku już w 1965, wskazując jednak brak danych pozwalających na adekwatną ocenę statusu gatunku. W 1982 klasyfikację zmieniono na narażony (VU), co powtarzano w 1986, 1988, 1990, 1992, 1994, 1996, 2008 i w ostatniej ocenie z 2016. Od 1975 obejmuje go I załącznik CITES. By przetrwać, zwierzę wymaga terenu przynajmniej 400 km² oddalonego nie bardziej niż 15 km od innego takiego terenu. W Wenezueli 70% takich kęp zostało zniszczonych, w Ekwadorze, Peru czy Kolumbii około 30%, w Boliwii jedna piąta. Przyczyną utraty siedlisk jest działalność człowieka, w tym wydobywanie paliw kopalnych w postaci ropy, ale też górnictwo, rolnictwo, w tym nielegalna uprawa koki. Pozbawione swego siedliska andoniedźwiedzie wchodzą w konflikty z ludźmi, przez co bywają zabijane. Globalne zmiany klimatyczne wpływają na dalszą utratę siedlisk.
Całkowitą liczebność szacuje na między 2500 a 10000 osobników dorosłych, w sumie 13000-18000 zwierząt. W Wenezueli mówi się o 1100-1600 osobnikach. Znacznie więcej żyje w Kolumbii, między 300 a 6000, podobnie, jakieś 5000, zasiedla Peru. W Boliwii żyje około 3000 osobników, a w Ekwadorze 1200-2000. Szacunki te czyniono na podstawie różnorakich metod, jak znakowanie, genetyka, wyprawy terenowe i ekstrapolacja danych. Spada ona.
Zagrożenia obejmują niszczenie siedlisk i polowania, czy to uwarunkowane kulturowo, czy też na potrzeby medycyny alternatywnej. Pomimo pewnych wysiłków kłusownictwo utrzymuje się.
Na obszarze wstępowania gatunku założono 58 obszarów chronionych, niemniej z powodu braku funduszy ochrona istnieje często wyłącznie na papierze. Chronią go też prawa każdego kraju, w którym występuje, niemniej prawa te są często nieprzestrzegane i brakuje środków na ich efektywne wdrożenie. Tak więc z andoniedźwiedzi cały czas produkuje się środki mające leczyć bądź używane w celach rytualnych, a czasami sprzedaje się całe andoniedźwiedzie. Człowiek niszczy też ich siedliska, powoduje ich fragmentację i zastępuje ich siedliska terenami rolniczymi bądź górniczymi. W efekcie populacja jest rozfragmentemtowana. Próbuje się stworzyć naturalne korytarze, którymi zwierzęta mogłyby się kontaktować, zwłaszcza na północy zasięgu występowania.